# Abdelrahman Ahmed Omar
Abdelrahman Ahmed Aly Mohamed Omar (in arabo عبدالرحمن أحمد علي محمد‎?; 29 aprile 2003) è un lottatore egiziano, specializzato nella lotta greco-romana, vincitore del torneo dei 67 kg ai campionati africani di El Jadida 2022.

## Palmarès
| Anno | Manifestazione              | Sede      | Evento | Risultato | Note |
| ---- | --------------------------- | --------- | ------ | --------- | ---- |
| 2019 | Campionati africani cadetti | Hammamet  | 55 kg  | Oro       |      |
| 2020 | Campionati africani cadetti | Algeri    | 60 kg  | Argento   |      |
| 2022 | Campionati africani         | El Jadida | 67 kg  | Oro       |      |